# Nummer 1-hits in de Billboard Hot 100 in 2009
Deze hits stonden in 2009 op nummer 1 in de Billboard Hot 100, de bekendste Amerikaanse hitlijst.
| Nummer | Datum        | Artiest                   | Titel                            |
| ------ | ------------ | ------------------------- | -------------------------------- |
| 967    | 3 januari    | Beyoncé                   | Single ladies (Put a ring on it) |
|        | 10 januari   | Beyoncé                   | Single ladies (Put a ring on it) |
| 968    | 17 januari   | Lady Gaga & Colby O'Donis | Just dance                       |
|        | 24 januari   | Lady Gaga & Colby O'Donis | Just dance                       |
|        | 31 januari   | Lady Gaga & Colby O'Donis | Just dance                       |
| 969    | 7 februari   | Kelly Clarkson            | My life would suck without you   |
|        | 14 februari  | Kelly Clarkson            | My life would suck without you   |
| 970    | 21 februari  | Eminem, Dr. Dre & 50 Cent | Crack a bottle                   |
| 971    | 28 februari  | Flo Rida & Ke$ha          | Right round                      |
|        | 7 maart      | Flo Rida & Kesha          | Right round                      |
|        | 14 maart     | Flo Rida & Kesha          | Right round                      |
|        | 21 maart     | Flo Rida & Kesha          | Right round                      |
|        | 28 maart     | Flo Rida & Kesha          | Right round                      |
|        | 4 april      | Flo Rida & Kesha          | Right round                      |
| 972    | 11 april     | Lady Gaga                 | Poker face                       |
| 973    | 18 april     | The Black Eyed Peas       | Boom boom pow                    |
|        | 25 april     | The Black Eyed Peas       | Boom boom pow                    |
|        | 2 mei        | The Black Eyed Peas       | Boom boom pow                    |
|        | 9 mei        | The Black Eyed Peas       | Boom boom pow                    |
|        | 16 mei       | The Black Eyed Peas       | Boom boom pow                    |
|        | 23 mei       | The Black Eyed Peas       | Boom boom pow                    |
|        | 30 mei       | The Black Eyed Peas       | Boom boom pow                    |
|        | 6 juni       | The Black Eyed Peas       | Boom boom pow                    |
|        | 13 juni      | The Black Eyed Peas       | Boom boom pow                    |
|        | 20 juni      | The Black Eyed Peas       | Boom boom pow                    |
|        | 27 juni      | The Black Eyed Peas       | Boom boom pow                    |
|        | 4 juli       | The Black Eyed Peas       | Boom boom pow                    |
| 974    | 11 juli      | The Black Eyed Peas       | I gotta feeling                  |
|        | 18 juli      | The Black Eyed Peas       | I gotta feeling                  |
|        | 25 juli      | The Black Eyed Peas       | I gotta feeling                  |
|        | 1 augustus   | The Black Eyed Peas       | I gotta feeling                  |
|        | 8 augustus   | The Black Eyed Peas       | I gotta feeling                  |
|        | 15 augustus  | The Black Eyed Peas       | I gotta feeling                  |
|        | 22 augustus  | The Black Eyed Peas       | I gotta feeling                  |
|        | 29 augustus  | The Black Eyed Peas       | I gotta feeling                  |
|        | 5 september  | The Black Eyed Peas       | I gotta feeling                  |
|        | 12 september | The Black Eyed Peas       | I gotta feeling                  |
|        | 19 september | The Black Eyed Peas       | I gotta feeling                  |
|        | 26 september | The Black Eyed Peas       | I gotta feeling                  |
|        | 3 oktober    | The Black Eyed Peas       | I gotta feeling                  |
|        | 10 oktober   | The Black Eyed Peas       | I gotta feeling                  |
| 975    | 17 oktober   | Jay Sean & Lil' Wayne     | Down                             |
| 976    | 24 oktober   | Britney Spears            | 3                                |
| 975    | 31 oktober   | Jay Sean & Lil' Wayne     | Down                             |
| 977    | 7 november   | Owl City                  | Fireflies                        |
| 978    | 14 november  | Jason Derülo              | Whatcha Say                      |
| 977    | 21 november  | Owl City                  | Fireflies                        |
| 979    | 28 november  | Jay-Z & Alicia Keys       | Empire State of Mind             |
|        | 5 december   | Jay-Z & Alicia Keys       | Empire State of Mind             |
|        | 12 december  | Jay-Z & Alicia Keys       | Empire State of Mind             |
|        | 19 december  | Jay-Z & Alicia Keys       | Empire State of Mind             |
|        | 26 december  | Jay-Z & Alicia Keys       | Empire State of Mind             |

1940 ·
1941 · 
1942 ·
1943 ·
1944 ·
1945 ·
1946 ·
1947 ·
1948 ·
1949 ·
1950 ·
1951 ·
1952 ·
1953 ·
1954 ·
1955 ·
1956 ·
1957 ·
1958 ·
1959 ·
1960 ·
1961 ·
1962 ·
1963 ·
1964 ·
1965 ·
1966 ·
1967 ·
1968 ·
1969 ·
1970 ·
1971 ·
1972 ·
1973 ·
1974 ·
1975 ·
1976 ·
1977 ·
1978 ·
1979 ·
1980 ·
1981 ·
1982 ·
1983 ·
1984 ·
1985 ·
1986 ·
1987 ·
1988 ·
1989 ·
1990 ·
1991 ·
1992 ·
1993 ·
1994 ·
1995 ·
1996 ·
1997 ·
1998 ·
1999 ·
2000 ·
2001 ·
2002 ·
2003 ·
2004 ·
2005 ·
2006 ·
2007 ·
2008 ·
2009 ·
2010 ·
2011 ·
2012 ·
2013 ·
2014 ·
2015 ·
2016 ·
2017 ·
2018 ·
2019 ·
2020 ·
2021 ·
2022 ·
2023
- Nederland (Top 40)
- Nederland (Single Top 100)
- Nederland (3FM Mega Top 50)
- Nederland (Kink 40)
- Nederland (DVD Top 30)
- Vlaanderen (Radio 2 Top 30)
- Vlaanderen (Ultratop 50)
- Vlaanderen (Top 30 van Ultratop)
- Vlaanderen (De Afrekening)
- Wallonië
- Australië
- Canada
- Denemarken
- Duitsland
- Frankrijk
- Ierland
- Italië
- Luxemburg
- Nieuw-Zeeland
- Noorwegen
- Oostenrijk
- Spanje
- Verenigd Koninkrijk
- Verenigde Staten (Hot 100)
- Zweden
- Zwitserland